# Papualthia grandifolia
Papualthia grandifolia là loài thực vật có hoa thuộc họ Na. Loài này được (Lauterb. & K. Schum.) Diels mô tả khoa học đầu tiên năm 1912.